# Live at the Rotterdam Ahoy
A 2001-ben megjelent Live At The Rotterdam Ahoy a Deep Purple koncertalbuma. A felvétel 2000. október 30-án készült Rotterdamban a Concerto turnén. A lemez tartalmazza a koncert nagy részét, viszont maga a Concerto for Group and Orchestra nem került fel rá – a borító szerint jogi okok miatt. Nem minden szám Purple-szerzemény: két szám a vendégként fellépő Ronnie James Dio együttesének a szerzeménye (lásd: Dio), valamint elhangzottak a koncerten a Deep Purple-tagok egyéni szerzeményei is.

## Számok listája

### 1. lemez
1. Introduction – 2:06
2. Pictured Within – (Lord) 9:26
3. Sitting in a Dream – (Glover) 4:18
4. Love is All – (Glover, Hardin) 4:16
5. Fever Dreams – 4:23
6. Rainbow in the Dark – (Dio, Appice, Bain, Campbell) 4:49
7. Wring that Neck – (Blackmore, Lord, Paice, Simper) 6:01
8. Fools – (Blackmore, Gillan, Glover, Lord, Paice) 10:04
9. When a Blind Man Cries – (Blackmore, Gillan, Glover, Lord, Paice) 7:43
10. Vavoom, Ted the Mechanic – (Gillan, Glover, Lord, Morse, Paice) 5:13
11. The Well Dressed Guitar – (Morse) 3:31

### 2. lemez
1. Pictures of Home – (Blackmore, Gillan, Glover, Lord, Paice) 10:11
2. Sometimes I Feel Like Screaming – (Gillan, Glover, Lord, Morse, Paice) 7:26
3. Perfect Strangers – (Blackmore, Gillan, Glover) 7:37
4. Smoke on the Water – (Blackmore, Gillan, Glover, Lord, Paice) 10:20
5. Black Night – (Blackmore, Gillan, Glover, Lord, Paice) 6:27
6. Highway Star – (Blackmore, Gillan, Glover, Lord, Paice) 7:18

## Előadók

### Deep Purple
- Ian Gillan – ének
- Steve Morse – gitár
- Jon Lord – billentyűk
- Roger Glover – basszusgitár
- Ian Paice – dob

### További zenészek
- Ronnie James Dio – ének (1. lemez 3-6. szám, 2. lemez 4. szám)
- Miller Anderson – ének
- "The Backstreet Dolls" – énekkar
- "The Rip Horns" – fúvósok
- A Román Filharmonikus Zenekar Paul Mann vezényletével.